# 蒂蒙维尔
蒂蒙维尔（法語：Thimonville，法語發音：[timɔ̃vil]）是法国摩泽尔省的一个市镇，属于梅斯区。

## 地理
蒂蒙维尔（48°57'16"N, 6°23'47"E）面积7.4 平方千米，位于法国大東部大區摩泽尔省，该省份为法国东北部内陆省份，是洛林的一部分，西南接默尔特-摩泽尔省，东临下莱茵省，北与卢森堡和德国接壤。
与蒂蒙维尔接壤的市镇（或旧市镇、城区）包括：巴库尔、弗洛库尔、瑞维尔、尼德河畔莫维尔、圣埃夫尔、坦克里、特拉尼、克索库尔。

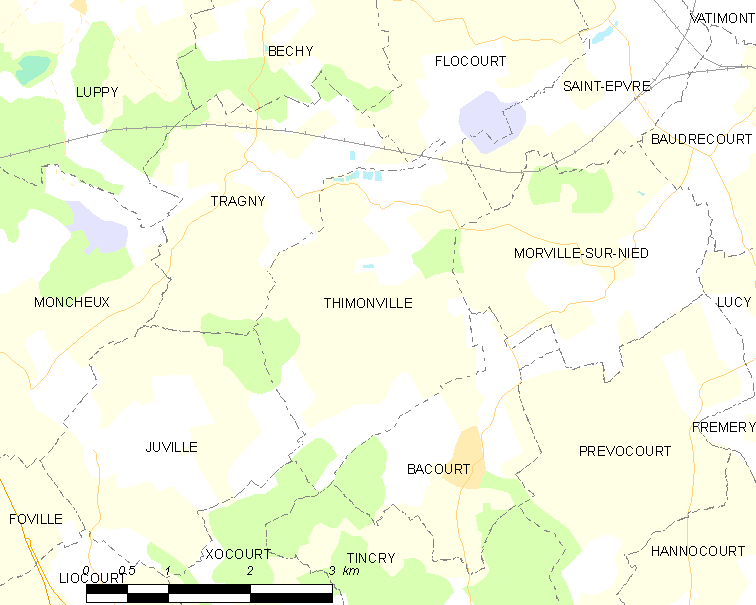
蒂蒙维尔的OSM定位图

蒂蒙维尔的时区为UTC+01:00、UTC+02:00（夏令时）。

## 行政
蒂蒙维尔的邮政编码为57580，INSEE市镇编码为57671。

## 政治
蒂蒙维尔所属的省级选区为福尔克蒙县。

## 人口

1962-2008年间蒂蒙维尔人口变化图示

蒂蒙维尔于2022年1月1日时的人口数量为140人。